# Akasha (personaje de las Crónicas vampíricas)
Akasha es un personaje ficticio de la serie de novelas Crónicas vampíricas de Anne Rice. Es la reina de los condenados o madre de los vampiros.

## Historia
En la ficción del libro esta vampiro de 6000 años de antigüedad apareció mucho antes de que alguna pirámide de Egipto fuese construida, ya que proviene de una civilización mucho más antigua que esta. Permanece junto a su esposo Enkil bajo una de las grandes pirámides de Egipto donde se encuentra una biblioteca inmensa que narra todo sobre el mundo antiguo.
Ambos eran reyes de dicha civilización pero Akasha siempre mostró ser una persona irracional y ansiosa de poder y sangre. Se dice que acabaron con la mayoría de las personas de los alrededores al convertirse en vampiros. Akasha fue la primera en experimentar este cambio debido a un espíritu (Amel) convocado por Mekare para atacarla, pero finalmente este espíritu —que era tan ambicioso como ella y que deseaba, así como muchos espíritus, poder saber lo que era el sentir— poseyó a Akasha y se fusionó con ella, naciendo así el primer vampiro.
Dicho espíritu presumía ante Maharet y Mekare de que podía absorber sangre y alimentarse de esta. Ambas se mostraron incrédulas ante tal aseveración por parte de un espíritu, ya que ninguno puede tocar nada. Pero entonces, cuando Akasha mandó a que las asesinaran, solo les quedó invocar a dicho espíritu para que las defendiera, pero este lo único que pudo hacer fue comenzar a desangrar a Akasha y, por alguna razón que nadie supo explicar, se convirtió en la primera vampira.
Luego de esto Akasha decidió convertir a Enkil, que estaba a punto de morir, dejándole beber de su sangre. Entonces fueron expandiendo su reino, pero antes de ello mandaron a matar a Maharet y Mekare y encerrarlas en ataúdes para que no pudieran hacer nada más. A Maharet le sacaron los ojos y a Mekare le cortaron la lengua. Todo esto lo hicieron con la ayuda de su más leal sirviente, llamado Khayman, quien fue convertido en vampiro posteriormente. Pero Akasha no sospechaba que Khayman amaba a las gemelas y las ayudó convirtiéndolas en vampiras. Entonces pudieron sobrevivir después de que fueran abandonadas en los ataúdes en lugares separados, y posteriormente Maharet arrancaba ojos de los mortales para poder ver durante un tiempo y dedicó gran parte de su vida a encontrar a Mekare. Nunca lo hizo hasta la noche que se enfrentaron a Akasha. Así fue cómo nació la llamada Primera Generación, según Lestat.
Akasha permanece allí hasta que las andanzas de Lestat consiguen llamarle la atención y despierta para unir a este a su plan de exterminar a todos los hombres del planeta, ya que, según ella, y basándose en los registros históricos, los hombres son los culpables de todas las guerras y desdichas del mundo.
Pretende dejar enjaulado un hombre cada diez mujeres, con el único fin de usarlo para reproducir la especie.
Sus planes son truncados por las Hermanas Pelirrojas, dos vampiras gemelas llamadas Mekare y Maharet, que llevan a cabo una antigua maldición pronunciada por la misma Mekare miles de años atrás.

## Descripción
Akasha es representada como una mujer de unos 25 años, de increíble belleza, ojos negros, piel morena. Su carácter es irascible. Profesa en sus inicios un increíble amor por Enkil, sin embargo, al paso de los milenios ese amor se acaba, llegando a matar finalmente a Enkil. 
Lestat la despierta de su letargo de milenios con ayuda de la música. Akasha lo toma como amante y aprendiz, dejándolo beber de su sangre, lo que lo convierte en el vampiro más poderoso del mundo, después de ella, pues Akasha es la primera vampiro de la humanidad.